# Delphinium eriostylum
Delphinium eriostylum är en ranunkelväxtart som beskrevs av H. Lév.. Delphinium eriostylum ingår i släktet storriddarsporrar, och familjen ranunkelväxter. Utöver nominatformen finns också underarten D. e. hispidum.